# Макдональд, Сьюзен
Сьюзен Макдональд (англ. Susann McDonald; 26 мая 1935, Рок-Айленд, штат Иллинойс — 29 мая 2025) — американская арфистка  и музыкальный педагог.

## Биография
Окончила Парижскую консерваторию (1955), где училась у Лили Ласкин. В этот же период Макдональд брала уроки у Анриетты Ренье. Считается продолжателем её педагогического метода. В 1959 году заняла второе место на Международном конкурсе арфистов в Израиле.
В 1975—1985 годы Макдональд возглавляла отделение арфы нью-йоркской Джульярдской школы, а с 1981 года руководила отделением арфы в музыкальной школе Университета Индианы, которое считается самым большим классом арфы в мире. Среди учеников Макдональд — известные мастера, лауреаты многих международных конкурсов Яна Боушкова, Наоко Ёсино, Джейн Юн, Изабель Перрен, Анна-Мария Равнопольская-Дин и др.
Сьюзен Макдональд — почётный президент Всемирного арфового конгресса, художественный руководитель Американского международного конкурса арфистов, обладатель ряда других почётных званий и должностей.
Умерла 29 мая 2025 года в возрасте 90 лет.